# Vedstjärna
Vedstjärna (Elixia flexella) är en lavart som först beskrevs av Erik Acharius och som fick sitt nu gällande namn av Helge Thorsten Lumbsch. 
Vedstjärna ingår i släktet Elixia och familjen Elixiaceae. Arten är reproducerande i Sverige. Inga underarter finns listade i Catalogue of Life.